# Stelvio Massi
Stelvio Massi (* 26. März 1929 in Civitanova Marche; † 26. März 2004 in Velletri) war ein italienischer Kameramann und Filmregisseur.

## Leben
Massi war ab 1952 Kamera-Assistent bei seinem Onkel, Carmelo Petralia und wurde 10 Jahre später Chefkameramann bei zahlreichen Genrefilmen, zunächst bei Ettore M. Fizzarotti, später unter anderem für Tonino Valerii und Sergio Martino. Zu Beginn der 1970er Jahre wechselte er auf den Regiestuhl und machte sich als Regisseur actionbetonter Polizeifilme einen Namen. Häufig arbeitete er dabei mit den Schauspielern Maurizio Merli und Tomás Milián.
Massi starb an seinem 75. Geburtstag. Als Regisseur nannte er sich manchmal Max Steel, als Kameramann Stefano Catalano. Sein Sohn Danilo ist ebenfalls im Filmgeschäft tätig.

## Filmografie

### Kameramann
- 1961: Maciste in der Gewalt des Tyrannen (Maciste alla corte del Gran Khan)
- 1965: Här kommer bärsärkarna
- 1965: Pistoleros (All'ombra di una colt)
- 1965: Der Mann, der kam, um zu töten (L’uomo dalla pistola d’oro)
- 1966: Lanky Fellow – Der einsame Rächer (Per il gusto di uccidere)
- 1967: Bradock – drei Unzen Blei zum Fünf-Uhr-Tee (Troppo per vivere… poco per morire) – Regie: Michele Lupo
- 1967: Komm Gorilla, schlag zu! (Tiffany memorandum) – Regie: Sergio Grieco
- 1967: Stinkende Dollar (Le due facce del dollaro)
- 1968: Django – Ein Sarg voll Blut (Il momento di uccidere)
- 1968: Die schmutzigen Dreizehn (Quindici forche per un assassino)
- 1968: Zum Abschied noch ein Totenhemd (Vendo cara la pelle)
- 1969: Blutiges Blei (Il prezzo del potere)
- 1969: Der Boß stirbt noch vor 12 (Rapporto Fuller, base Stoccolma) – Regie: Sergio Grieco
- 1969: Django – Gott vergib seinem Colt (Dio perdoni la mia pistola)
- 1969: Erzengel (L'arcangelo) – Regie: Giorgio Capitani
- 1969: Tote faulen in der Sonne (Un posto all'inferno) – Regie: Giuseppe Vari
- 1970: Django und Sabata – wie blutige Geier (C'è Sartana… vendi la pistola e comprati la bara)
- 1970: Das Mädchen Julius (La ragazza di nome Giulio) – Regie: Tonino Valerii
- 1970: Sartana – noch warm und schon Sand drauf (Buon funerale, amigos… paga Sartana)
- 1971: Ein Halleluja für Camposanto (Gli fumavano le Colt… lo chiamavano Camposanto)
- 1971: Die Todesflieger (Forza “G”) – Regie: Duccio Tessari
- 1971: Marschbefehl zur Hölle (Il sergente Klems) – Regie: Sergio Grieco
- 1971: Man nennt mich Halleluja (Testa t'ammazzo, croce… sei morto! Mi chiamano Alleluja)
- 1972: Beichtet Freunde, Halleluja kommt (Il West ti va stretto, amico… è arrivato Alleluja)
- 1972: Das Geheimnis der blutigen Lilie (Perché quelle strane gocce di sangue sul corpo di Jennifer?)
- 1973: Kennst Du das Land, wo blaue Bohnen blüh’n? (Lo chiamavano Tresette… giocava sempre col morto)

### Regisseur
- 1974: Macrò
- 1974: Die gnadenlose Jagd (Squadra volante)
- 1974: Day-Killer (5 donne per l'assassino)
- 1975: Mark il poliziotto
- 1975: Das Ultimatum läuft ab (Mark il poliziotto spara per primo)
- 1976: Killer der Apocalypse (La legge violenta della squadra anticrimine)
- 1976: The 44 Specialist (Mark colpisce ancora)
- 1976: In den Klauen der Mafia (Il conto è chiuso)
- 1977: Die Gangster-Akademie (La banda del trucido)
- 1977: Die Zuhälterin (Poliziotto senza paura)
- 1977: Highway Racer (Poliziotto sprint)
- 1978: Kommissar Mariani – Zum Tode verurteilt! (Il commissario di ferro)
- 1978: Convoy Busters (Un poliziotto scomodo)
- 1979: Speed Cross – Zwei geben Vollgas (Speed Cross)
- 1979: Hunted City (Sbirro, la tua legge è lenta… la mia… no!)
- 1980: Der Todesfahrer (Speed Driver)
- 1980: Knallharte Profis (Poliziotto solitudine e rabbia)
- 1984: T.I.R. (TV-Serie)
- 1984: Torna
- 1984: Guapparia
- 1986: Mondo cane 3 (Mondo cane oggi)
- 1987: Due assi per un turbo (TV-Film)
- 1987: Die Ledernacken (Eroi dell'inferno)
- 1987: Black Cobra (Cobra nero)
- 1988: Black Cobra II – Einsatz in Manila (Cobra nero 2)
- 1988: Taxikiller (Taxi Killer)
- 1988: Mondo Cane 4 (Mondo cane 2000 l'incredibile)
- 1989: Droga sterco di Dio
- 1989: Black Angel (Arabella l'angelo nero)
- 1992: L'urlo della verità
- 1993: High Risk (Alto rischio)
- 1994: Balkan Runner (La pista bulgara)
- 1994: War Dogs – In mörderischer Mission (Il quinto giorno)